# Harman (Virginie-Occidentale)
Pour les articles homonymes, voir Harman.
Harman est une ville américaine située dans le comté de Randolph en Virginie-Occidentale.
Selon le recensement de 2010, Harman compte 143 habitants. La municipalité s'étend sur 0,32 milles carrés (0,83 km2).
La ville doit son nom au révérend Asa Harman, propriétaire des terres où elle fut fondée. Elle devient une municipalité en 1901.